# Lijst van voetbalinterlands Canada - Taiwan (vrouwen)
Deze lijst van voetbalinterlands is een overzicht van alle officiële voetbalinterlands tussen de nationale vrouwenteams van Canada en Taiwan. De landen hebben tot nu toe twee keer tegen elkaar gespeeld.

## Wedstrijden
| № | Plaats                | Datum            | Competitie        | Wedstrijd               | Uitslag |
| - | --------------------- | ---------------- | ----------------- | ----------------------- | ------- |
| 1 | Taipei                | 16 december 1987 | Vriendschappelijk | Chinees Taipei − Canada | 2 − 0   |
| 2 | San Pedro del Pinatar | 25 februari 2025 | Pinatar Cup 2025  | Chinees Taipei − Canada | 0 − 7   |

## Samenvatting
| Competitie        | Totaal gespeeld | Winst Canada | Gelijk | Winst Chinees Taipei | Doelsaldo Canada – Chinees Taipei |
| ----------------- | --------------- | ------------ | ------ | -------------------- | --------------------------------- |
| Pinatar Cup       | 1               | 1            | 0      | 0                    | 7 − 0                             |
| Vriendschappelijk | 1               | 0            | 0      | 1                    | 0 − 2                             |
| Totaal            | 2               | 1            | 0      | 1                    | 7 − 2                             |

CSA · A-internationals · Canadees mannenelftal
1986 – 1989 · 1990 – 1999 · 2000 – 2009 · 2010 – 2019 · 2020 – 2029
Argentinië ·
Australië ·
België ·
Brazilië ·
Chili ·
China ·
Colombia ·
Costa Rica ·
Cuba ·
Denemarken ·
Duitsland ·
Ecuador ·
El Salvador ·
Engeland ·
Finland ·
Frankrijk ·
Ghana ·
Griekenland ·
Guatemala ·
Guyana ·
Haïti ·
Hongarije ·
Hongkong ·
Ierland ·
IJsland ·
Italië ·
Ivoorkust ·
Jamaica ·
Japan ·
Kameroen ·
Marokko ·
Mexico ·
Nederland ·
Nieuw-Zeeland ·
Nigeria ·
Noord-Korea ·
Noorwegen ·
Panama ·
Paraguay ·
Polen ·
Portugal ·
Puerto Rico ·
Rusland ·
Saint Kitts en Nevis ·
Schotland ·
Singapore ·
Sovjet-Unie ·
Spanje ·
Taiwan ·
Trinidad en Tobago ·
Tsjechië ·
Uruguay ·
Verenigde Staten ·
Wales ·
Zimbabwe ·
Zuid-Afrika ·
Zuid-Korea ·
Zweden ·
Zwitserland